# Черновецкий, Леонид Михайлович
Леони́д Миха́йлович Чернове́цкий (укр. Леонід Михайлович Черновецький; род. 25 ноября 1951, Харьков) — украинский юрист, предприниматель, политический и государственный деятель, благотворитель.
Киевский городской голова (20 апреля 2006 — 12 июля 2012), Глава Киевской городской государственной администрации (КГГА) (20 апреля 2006 — 16 ноября 2010). Народный депутат Украины II, III и IV созывов, лидер Блока Леонида Черновецкого и Христианско-либеральной партии Украины.
Заслуженный юрист Украины, кандидат юридических наук, почётный работник прокуратуры Украины. Миллионер.
1 ноября 2018 года были введены российские санкции против 322 граждан Украины, включая Леонида Черновецкого и его сына. Санкции против Черновецких были сняты в апреле 2019 года.

## Биография
Леонид Черновецкий родился 25 ноября 1951 года в Харькове. Вскоре после рождения его родители развелись и мальчика воспитывала мать Прасковья Гавриловна, которая была юристом по образованию. Позже его мать вышла замуж за театрального режиссёра по фамилии Азимов, и Черновецкий-младший жил уже с ней и отчимом. Черновецкий бросил школу, когда ему было 14 лет, и пошёл работать слесарем на авиационный завод, но вскоре вернулся, чтобы получить образование, и окончил Харьковскую государственную школу № 4.
Срочную службу проходил во внутренних войсках Советской армии  в Днепропетровской области. Был отличником службы, за что направлен впервые за всю историю внутренних войск на учебу в Харьковский юридический институт имени Дзержинского (теперь Национальный юридический университет имени Ярослава Мудрого), который окончил с красным дипломом.
С 1977 по 1981 год работал старшим следователем прокуратуры Киевской области. В 1981 году Черновецкий ушёл из прокуратуры и с 1981 по 1984 год учился в аспирантуре Харьковского юридического института.
В 1984 году Черновецкий получил степень кандидата юридических наук, под руководством профессора Г. А. Матусовского защитив диссертацию на тему «Методика расследования хищений, совершенных должностными лицами». С 1984 по 1989 год преподавал в Киевском университете им. Т. Шевченко, был доцентом кафедры криминалистики, проректором по научной работе.
В 1989 году организовал и возглавил юридический консультационный центр «Правэкс», постепенно переросший в концерн «Группа Правэкс», из которого позже выделился банк «Правэкс».
В 1990—1992 годах был генеральным директором коммерческого консультативного и научно-исследовательского центра «Правэкс», в 1992—1996 годах — президентом концерна «Правэкс».
В 1996 году Черновецкий познакомился с основателем Харизматической церкви Посольство Божье Сандеем Аделаджей, который впоследствии стал «главным соратником и духовным пастырем» Черновецкого, многие годы следовавшего его советам.
С апреля 1997 по январь 2000 года Леонид Черновецкий был внештатным советником президента Украины. С июля 1997 по ноябрь 2001 года входил в Высший экономический совет президента.
Четырежды избирался народным депутатом Украины. В парламенте сохранял лояльность к президенту Леониду Кучме, с 2002 года переориентировался на Виктора Ющенко.
16 июля 1997 года Леонидом Черновецким был учреждён Всеукраинский Благотворительный фонд «Социальное партнёрство». 23 декабря 1997 года в Киеве по улице Регенераторная, 4, фондом была открыта благотворительная столовая «Стефания» для поддержки социально незащищённых и социально неблагополучных людей.
В октябре 2000 года при столовой «Стефания» открылся медицинский центр, предоставляющий первую медицинскую помощь социально незащищённым людям.
В 1998 году председатель Службы безопасности Украины Леонид Деркач выдвинул против Черновецкого обвинения в торговле наркотиками и оружием. Было возбуждено уголовное дело, которое было закрыто после того, как Черновецкий в прямом эфире телеканала «1+1» сказал, что может подать иск к председателю СБУ.
С октября 1998 по июнь 1999 года Черновецкий был сопредседателем, а с июня 1999 по ноябрь 2000 года — председателем партии «За красивую Украину». С ноября 2000 года являлся членом президиума Партии регионального возрождения «Трудовая солидарность Украины».
В 2001 году Черновецкий стал президентом ассоциации «Киевский банковский союз» (в 2005 году преобразован в Украинский кредитно-банковский союз).
В июне 2002 года состоялось открытие Реабилитационного центра «Восток» — второго структурного подразделения Фонда «Социальное партнёрство». Открытие Центра дало шанс людям с любой формой зависимости пройти курс реабилитации и вернуться к нормальной жизни.

## Карьера
Вскоре после перестройки Черновецкий занялся частным бизнесом, стал одним из первых крупных бизнесменов в Киеве. Он основал Pravex Group. Позже банковское подразделение Pravex Group перешло в Правекс-Банк — один из крупнейших банков Украины, имеющий громадную сеть офисов в Киеве и во всех других регионах страны. В 2001 году Черновецкий и его банк основали банковское объединение «Киевский банковский союз».
Известно, что «Правекс-Банк» был одним из крупнейших розничных банков Украины. Черновецкий проверял своих новых сотрудников на полиграфе.
«Правекс-Банк» оказался одним из самых прибыльных финансовых институтов на Украине, несмотря на сильную конкуренцию со стороны иностранных банков.
Черновецкий был лидером Христианской либеральной партии Украины. Он присоединился к партии в 1996 году и был избран в Верховную Раду Украины, представляя один из избирательных округов Киева. Он был переизбран в 1998 и 2002 годах. В течение последнего срока (2002—2006 годы) он был членом Комитета по вопросам бюджета и возглавлял Комитет по контролю бюджетных расходов. Он также был членом фракции «Наша Украина» в парламенте. В 1998—1999 годах Черновецкий был сопредседателем, а в 1999—2000 годах — председателем партии «За красивую Украину». С 1997 по 2001 год он был членом высшего Экономического и консультативного совета при Президенте Украины.
15 апреля 2003 года в 21:30 служебный автомобиль Mercedes-Benz S600 концерна «Правэкс» на пешеходном переходе Столичного шоссе Киев-Конча-Заспа сбил 11-летнего мальчика Максима Прокопчука, который скончался на месте. В машине находилась супруга Черновецкого Алина Айвазовская, а водитель сразу после убийства снял с машины номера и скрылся с места преступления. Черновецкий отрицает свою причастность к смерти ребёнка. 4 ноября 2003 года в 22:50 автомобиль Mercedes-Benz S500, за рулём которого был Л. Черновецкий, на 25-м километре трассы Киев-Обухов наехал на пешехода, который от наезда скончался. 20-летний пешеход переходил дорогу в неположенном месте. Сам Черновецкий заявил, что оба происшествия «были подстроены киевской властью» специально для его дискредитации. Никакого наказания водители в обоих случаях не понесли, а 10 декабря 2003 года уголовное дело было закрыто на основании пункта из-за отсутствия состава преступления. (В 2011 году Народный депутат Кирилл Куликов подал запрос в Министерство внутренних дел из-за закрытия прокуратурой данных двух уголовных дел по фактам ДТП с участием городского головы Киева Леонида Черновецкого, так как он не понимает, почему оба дела были закрыты).
На президентских выборах 2004 года Черновецкий был кандидатом в президенты, набрал в первом туре менее полпроцента голосов (0,46 %) и выбыл из борьбы. После начала «оранжевой революции» поддержал Виктора Ющенко (и с апреля по ноябрь 2005 года он стал его советником).
В 2006 году был избран Киевским городским головой, получив 32 % голосов (опередив Виталия Кличко, который набрал 24 %, и бывшего городского голову Александра Омельченко с 21 %). Бондаренко, Владимир Дмитриевич отмечал: «Очень тяжело было отследить ту социальную группу, которой он воспользовался для выборов. Она практически не ловится социологией. Это люди, которые по системе сетевого маркетинга реализовали выборы в городе Киеве, опираясь на десятки религиозных обществ, которыми руководит Сандей Аделаджа. Это было сделано тихо и спокойно, без шумихи. Леонид Михайлович использовал люмпенизированную часть населения в концентрированном виде, максимально. А социология показывала, что победит Кличко». Позже Бондаренко характеризовал Черновецкого: «При том, что создаётся образ человека комичного, полоумного, — это абсолютно циничный и холодный делец». Черновецкий был также избран в Верховную Раду в списке блока Наша Украина, однако отказался от депутатской должности. В Киевсовете к новому городскому голове оказались лояльны помимо его собственного блока также фракции Нашей Украины, Социалистической партии, Партии регионов, Блока Литвина; в оппозиции оказалась крупнейшая фракция — представители Блока Юлии Тимошенко. Иван Салий вспоминал:

Ю. Тимошенко не хотела, чтобы состоялось вступление в должность Черновецкого, который «откуда-то взялся». Расчёт был такой: оппозиционеры покинут сессию, тогда у него не будет большинства, и через три месяца — новые выборы. Я спрашиваю Тимошенко: «А кто будет руководить в этот период?». — «Омельченко поисполняет». Я не согласился: «Для Киева это будет неправильно, для меня тоже». И ослушался своего руководства, не вышел из зала. 61 депутат из 120, то есть большинство, проголосовали за Черновецкого, и он стал мэром.

В 2007 году Богдан Буденецкий утверждал: «Именно конфликтом между запорожским Шифриным и „ненасытными донецкими“, а не чем-то иным, и объясняется война народная против ставленника СКМ Леонида Черновецкого и подготовка к референдуму по его устранению мэра и всего Киевсовета».
В феврале 2007 года ряд депутатов из фракции БЮТ обвинили Черновецкого в намеренной задержке расследования аферы группы «Элита-Центр». Данная инициатива БЮТ была поддержана президентом Ющенко, который объявил Черновецкому выговор за невыполнение его указа по обеспечению жильём жертв аферы «Элита-Центра».
В феврале 2008 года Леонид Черновецкий продал итальянской группе «Intesa Sanpaolo» 100 % акций «Правэкс-Банка» за 750 млн $ (мультипликатор (отношение цены к основному капиталу банка) составил 6,5 капитала). В результате сумма активов киевского городского головы по итогам 2007 года составила 990 млн долл., и по рейтингу журнала «Фокус» Черновецкий занял 22-е место среди самых богатых людей Украины.
12 марта 2008 года кабинет министров Украины подал запрос президенту Украины, в котором просил убрать Черновецкого с его должности и передать президенту документы межведомственной правительственной группы в которых видно, что руководство КГА совершило «массовые нарушения при выдаче земельных участков». Юлия Тимошенко добавила, что: «Президент просто не проинформирован о деятельности руководства Киева»
13 марта 2008 года Виктор Ющенко временно отстранил Черновецкого от должности главы КГГА на время проведения расследования (15 дней). Но уже 18 марта 2008 (до окончания расследования) Верховная Рада назначила внеочередные выборы Киевского городского головы и Киевского городского совета. Срок подготовки к выборам — 70 дней; таким образом внеочередные выборы были назначены на 25 мая.
25 мая 2008 года официально признан победителем на внеочередных выборах киевского городского головы, с результатом в 38 % голосов избирателей.
В январе 2009 года Леонид Черновецкий приобрёл у Вадима Рабиновича футбольный клуб «Арсенал (Киев)».
13 марта 2009 года следственная комиссия Верховной Рады Украины обратилась в Министерство здравоохранения с просьбой организовать психиатрическую экспертизу городского головы. Черновецкий продемонстрировал журналистам свою физическую форму и заявил, что психически здоров.
26 марта 2009 года Леонид Черновецкий заявил о намерении баллотироваться на пост президента Украины на выборах 2010 года, но слова своего не сдержал и баллотироваться не стал.
В мае 2009 года Черновецкий на заседании Киевсовета сказал, что Кличко плохо работает и к Черновецкому обращался только раз, выпрашивая 2 гектара земли, а в ответ Кличко подал на Черновецкого в суд за клевету.
По итогам 2009 года Черновецкий назван личностью года по версии журнала «Корреспондент».
16 ноября 2010 года указом президента Украины снят с должности главы Киевского городской государственной администрации, но сохранил за собой пост городского головы.
1 декабря 2010 года Киевсовет поддержал ликвидацию «Лучшего дома» Черновецкого. По словам секретаря фракции Алексея Давыденко, условия проживания в КП «Лучший дом» для одиноких пенсионеров ничем не отличались от обычных интернатов. Разница, по его словам, заключалась лишь в стоимости — один месяц пребывания в «Лучшем доме» стоил около 5 тыс. грн., тогда как в обычных интернатах — 2,5—3 тыс. грн. (Решение о создании в Киеве КП «Лучший дом», в котором будут проживать одинокие пенсионеры, было принято на заседании Киевсовета в конце 2008 года.).
6 декабря 2010 года лидер фракции БЮТ в Киевсовете потребовала уволить Черновецкого также с поста городского головы и назначить внеочередные выборы, а в начале февраля 2011 заместитель председателя Верховной Рады Украины Николай Томенко заявил, что Леонид Черновецкий написал заявление об отставке.
В мае 2011 года решением Печерского суда города Киева было признано, что Черновецкий нарушал закон и в течение долгого времени не принимал граждан и депутатов Киевского городского совета. Через год (в марте 2012 года) Черновецкий в Киевском апелляционном суде добился отмены данного решения районного суда.
Виталий Кличко в октябре 2011 года отметил, что в отличие от посаженного в тюрьму за растрату 40 тыс. грн. Юрия Луценко, «Черновецкий, укравший 70 (!) миллиардов (и власть об этом заявила публично), путешествует за границей… При этом ни одного дела по членам его команды не доведено до суда».
В конце 2012 года основал инвестиционную компанию Chernovetskyi Investment Group, инвестиционный потенциал которой превысил 750 млн долларов.
Относительно участия команды экс-головы Черновецкого в украинских парламентских выборах 2012 года по мажоритарным округам в Киеве политтехнолог Тарас Березовец констатировал: «Команда Черновецкого проиграла… Полный разгром остатков команды Черновецкого — Супруненко, Шлапак, Пабат, Лесик Довгий — это, конечно, полный позор и финиш, конец этой шайки».
В 2014 году с состоянием в $80 млн входит в топ-100 самых богатых украинцев по версии издания «Новое время». В декабре 2015 года передал управление бизнесом сыну Степану, сконцентрировавшись на деятельности ранее созданного политического движения «За счастливую Грузию». В мае 2016 года было объявлено о роспуске партии. На парламентских выборах 8 октября 2016 года в мажоритарном округе набрал 11 %, уступив кандидатам от «Грузинской мечты» и «Национального движения».

## Публичная деятельность
Крупный политический скандал произошёл из-за драки Леонида Черновецкого с министром внутренних дел Юрием Луценко. На заседании Совета национальной безопасности и обороны 18 января 2008 Леонид Черновецкий заявил, что Луценко требовал от него землю в Киеве, угрожая арестовать его сына. Последствием было то, что Луценко публично ударил киевского Черновецкого ногой в пах, хотя сам Черновецкий заявил, что его ударили по лицу.
Леонид Черновецкий склонен к экстравагантным поступкам и высказываниям. После вступления в должность городского головы Киева Черновецкий заявил, что проверит своих подчинённых на детекторе лжи, уволит всех глав районных государственных администраций и создаст в городе 500 тысяч рабочих мест (при том, что в Киеве самый низкий уровень безработицы на Украине). Спустя несколько месяцев он высказался за то, чтобы чиновники приветствовали городского голову стоя.
Черновецкий стал объектом нескольких политических атак, когда вступил на должность городского головы. Некоторые критиковали его за отсутствие опыта и авторитаризм. Другие считали его внебалансовым или предполагали, что у него есть проблемы с наркотиками или алкоголем. Однако ни одно из этих обвинений не было доказано, хотя по этому поводу политическими оппонентами в парламенте было создано три парламентские комиссии.
В ноябре 2008 года Л. Черновецкий высказал инициативу по передаче прав собственности одиноких стариков-киевлян в руки Киевской городской государственной администрации. В Киеве работают около 15,5 тыс. социальных работников, обслуживающих нуждающихся на дому, ещё около 53 тыс. пожилых людей, состоящих на учёте городского управления социальной защиты Киевской городской государственной администрации. Каждый из престарелых киевлян обладает квартирой, средняя рыночная стоимость каждой квартиры около 120 тыс. долларов. Представлен проект создания коммунального предприятия «Лучший дом», к проекту решения прилагается типовой договор о пожизненном содержании. Исходя из этого документа жилплощадь отчуждателя (одинокого пенсионера — владельца квартиры), переходит в собственность приобретателя (КП «Лучший дом») в момент подписания договора. В обмен на квартиру, одинокий пенсионер получает место в приюте для престарелых. Куратором проекта и финансов КП «Лучший дом» должна была стать дочь Черновецкого Кристина. Коммунальное предприятие «Лучший дом» было создано 25 декабря 2008 года. Это предприятие, согласно уставу, имеет возможность открывать представительства за пределами Украины, что создавало возможность вывоза финансовых средств из страны. Впоследствии «Лучший дом» решили ликвидировать.
В декабре 2008 года Черновецкий высказался за увеличение коммунальных тарифов в элитных домах (которых, по его мнению, 1,5 тысяч из 10 тысяч) в 10 раз.
В декабре 2008 года Черновецкий публично объявил, что за встречи с ним, как и с другими чиновниками Киевской городской государственной администрации, бизнесмены обязаны будут платить деньги, и таким образом будет решена проблема коррупции.
В конце 2008 года мэр Киева Леонид Черновецкий и лидер Социалистической партии Украины Александр Мороз открыли в Киеве памятник Георгию Гонгадзе и другим журналистам, которые умерли за свободу слова.
Среди других инициатив Черновецкого по увеличению поступлений в бюджет города в конце 2008 — начале 2009 года были:
- повышение тарифов на жилищно-коммунальные услуги в 1,5—3 раза;
- попытка повысить тарифы на ЖКУ для предпринимателей и бюджетных организаций;
- многократное повышение тарифов на проезд в коммунальном транспорте;
- решение о введении платной медицины в поликлиниках;
- введение платы за въезд в Киев иногородних автомобилей[75];
- введение сначала платного входа, а затем только въезда на территорию кладбищ;
- попытка монополизировать сферу ритуальных услуг муниципальными структурами при вытеснении из неё частных предпринимателей;
- введение крупных тарифов за участок на кладбище[76]. Черновецкий уточнил: «Никто мне больше не позвонит, никого не похороню без тарифов. Хочешь на Байковое — плати $50 тысяч. Вход на кладбище платный. Копать могилы, давать справки, присматривать за могилами — все тарифицируется»[76];
- намерение ввести плату за торговлю на стихийных рынках;
- привлечение к взысканию долгов за ЖКУ коллекторских компаний;
- переселение жильцов, имеющих долги за ЖКУ, в жильё меньшей площади;
- переселение жильцов первых этажей в квартиры на верхних этажах со сдачей освободившихся помещений в аренду под офисы и магазины[73][77][78][79][80];
- передача спортивных площадок из районной в коммунальную собственность с последующей арендой контролируемыми КГГА предприятиями;
- перепись домов с большим количеством спутниковых «тарелок» для возможного повышения тарифов[81].
- установка игровых автоматов — первые автоматы с логотипом КГГА появились у Бессарабского рынка и в метро «Шулявская»[82]. (Ранее, до установки своих автоматов Черновецкий указывал, что игровые автоматы это грех (призывал церковь помочь в его борьбе) и настаивал на их выносе за пределы города).

Команда Леонида Черновецкого так же преднамеренно доводила до банкротства коммунальные кладбища. Эксперт корпорации стратегического консалтинга «Гардарика» Константин Матвиенко предположил, что таким образом коммунальные кладбища готовили к приватизации.
В феврале 2009 года оппозиция Черновецкому придала гласности проект его постановления, согласно которому застеклённые балконы, кондиционеры и спутниковые антенны считаются роскошью, и подлежат обложению налогом; предлагалось монополизировать сферу свадебной фотографии с возможностью давать в аренду молодожёнам автомобили из гаража Киевской городской государственной администрации и сфотографироваться с городским головой.
Действия Леонида Черновецкого вызвали конфликт с президентом Украины, Секретариатом Президента, Кабинетом министров Украины, которые своими постановлениями отменяли постановления, инициированные Черновецким.
В феврале и марте 2009 года недоверие Леониду Черновецкому выразили соответственно Шевченковский и Святошинский районные советы города Киева, причём в Шевченковском районе был назначен на май 2009 года местный референдум по выражению недоверия городскому голове.
В начале 2009 года Черновецкий заявил: «Я буду мэром вечно, пока не наведу порядок в Киеве и во всей Украине. Для этого у меня есть все средства: а главное, мои 500 тысяч бабушек, которые в любой момент помогут мне вымести эту нечисть из Киевсовета».
В июне 2009 года Верховная Рада образовала временную следственную комиссию по расследованию возможных нарушений законодательства Киевскими городской государственной администрацией и горсоветом, а также обратилась к президенту с предложением отстранить Черновецкого от работы на время работы комиссии. Одновременно Верховная Рада предложила президенту отменить распоряжения Черновецкого о назначении своих заместителей.
Черновецкий и его команда передала в аренду частным предприятиям более ста детских садов Киева для последующей реализации в них коммерческих предприятий, несмотря на формальное сохранение профильной деятельности этих дошкольных учебных заведений. Черновецкий совместно с Киевским городским советом (который он возглавлял как киевский городской голова) выставили на продажу более десятка посольств и представительства Европейской комиссии.
Далее, вопреки протесту прокуратуры, был выставлен на продажу памятник архитектуры и самый старый детский сад столицы «Орлёнок» (построенный по проекту архитектора И. Каракиса в 1930-х гг.). 25 декабря 2008 года детский сад был передан с баланса Печерского района на баланс города (решение Киевсовета № 939/930) вопреки протесту прокуратуры. Решение вступило в силу 17 сентября 2009 года на сессии Киевсовета по решению горсовета от 8 февраля «О программе приватизации коммунального имущества территориальной общины Киева на 2007—2010 гг.».
Черновецкий заявил: «В интересах сохранения исторического лица Киева все десятки тысяч исторических особняков я готов выставить на аукцион на продажу на условиях, что фасад здания будет соблюдаться. Внутренность, на ваше усмотрение, может быть самая современная». Черновецкий добавил, что из-за финансового кризиса цены будут небольшими; затем в другом интервью заявил, что намерен участвовать в таком аукционе и купить себе «кое-что». В числе первых кандидатов на покупку Черновецкий назвал «Орлёнок». На защиту детского сада поднялась общественность совместно с прокурором города. В итоге незаконная продажа памятника архитектуры была остановлена депутатами, и 25 марта 2010 г. Киевский городской совет отменил приватизацию «Орлёнка».
15 ноября 2010 года президент Украины Виктор Янукович освободил Черновецкого (указ № 1037/2010) от исполнения им обязанностей председателя Киевской городской государственной администрации, назначив на эту должность его первого заместителя Александра Попова (указ № 1038/2010). В итоге «Орлёнок» остался детям, а Черновецкий «вылетел из горсовета Киева», хотя формально остался городским головой.
1 июля 2011 года Шевченковский районный суд Киева удовлетворил иск Черновецкого к издательству «Экономика» и журналисту Фёдору Орищуку, автору «Десятина команды Черновецкого», напечатанного в газете «Дело». Суд посчитал изложенные в статье сведения о том, что «каждый десятый объект в Киеве за последние четыре года был продан через „конвертцентры“ компаниям, подконтрольным „молодой команде“ Черновецкого», недостоверными.
1 июня 2012 года подал в отставку. Согласно статье 79 Закона Украины «О местном самоуправлении на Украине», полномочия городского головы прекращаются досрочно со дня принятия городским советом решения, которым принимается к сведению факт отставки.
За время своего пребывания на посту городского головы Черновецкий активно занимался разработкой антиалкогольных и антитабачных программ. Экс-заместитель главы фракции Блока Леонида Черновецкого Алла Шлапак высказала мнение, что Черновецкого, благодаря его гуманитарным программам помощи пенсионерам, учителям, медикам и другим группам населения, можно назвать лучшим мэром Киева.
В то же время экс-мэр несколько раз заявил, что образ «безнравственного политика с психическими расстройствами» был искусственно создан средствами массовой информации, принадлежащими его оппонентам — олигархам и «многочисленными СМИ власти Януковича», чтобы сместить его с поста мэра.
6 декабря 2015 года сообщил о своём решении заняться политикой в Грузии. Он создал свою политическую партию «За счастливую Грузию». Однако 14 мая 2016 года представитель партии «За счастливую Грузию» Георгий Квривишвили сообщил журналистам о прекращении деятельности партии и уходе Леонида Черновецкого из политики.

## Благотворительность
Во время трагических событий на Майдане в феврале 2014 года на Украине Л. Черновецкий, рискуя навести на себя гнев власти Януковича, выделил 1 000 000 долл. США семьям погибших. «Четко осознаю то, что никакие деньги не могут компенсировать им потерю родных, близких, любимых, но стоять в стороне не могу!», — заявил городской голова.
Леонид Черновецкий занимается благотворительностью уже более 18 лет. На сегодняшний день он руководит в Грузии одноимённым фондом — Фондом Черновецкого, который ежедневно снабжает едой более 3500 крайне нуждающихся грузин. Также его фонд предоставляет бесплатные услуги медсестёр 600 прикованным к постели пожилым людям, которые не могут передвигаться самостоятельно.
Под управлением и финансированием Фонда Черновецкого находится 3 детских дома в Грузии.
Черновецкий активно участвует в ежедневной жизни Грузии. Он не раз объявлял награды за поимку разных преступников, находящихся в розыске властями Грузии.
Леонид Черновецкий передал помощь в размере 25 000 лари семье погибшего в международной антитеррористической операции спецназовца. Также передал денежные награды всем раненым спецназовцам и сотрудникам силового ведомства, принимавшим участие в антитеррористической операции по устранению террористов из чечни.

## Уголовное преследование
Подозревается в незаконном строительстве вертолётной площадки на Парковой дороге в Киеве (ч. 2 ст. 364 УК Украины). 25 июля 2017 года Генеральная прокуратура Украины получила разрешение суда на его задержание с целью привода для участия в рассмотрении ходатайства о применении меры пресечения в виде содержания под стражей. Уклоняется от следствия, его местонахождение не известно. В сентябре 2017 года объявлен в розыск. Соответствующая информация появилась на сайте МВД во вторник, 12 сентября 2017 года. Леонид Черновецкий посоветовал Службе безопасности Украины, которая объявила его в розыск, не искать его там, где его нет. Об этом он написал на своей официальной странице в соцсети Facebook. По его словам, он сообщил свой адрес в Генеральную прокуратуру Украины. «Я никогда не скрывался от правоохранительных органов, и они прекрасно знают, где меня искать. Мои адвокаты давным-давно подали информацию о моём адресе в прокуратуру. Мне, как юристу, совершенно непонятно, почему меня объявляют в розыск на Украине, где я не проживаю! На Украине меня нет уже почти 6 лет и, прежде чем объявлять меня на Украине в розыск, СБУ должна была поинтересоваться в прокуратуре и у моих адвокатов, где я нахожусь. Зачем меня искать там, где меня нет!» — написал бывший киевский городской глава. Также Черновецкий предположил, что Юрий Луценко забыл сообщить СБУ о том, что он несколько раз получал официальные документы о его фактическом местопребывании. «Зачем так бездумно и бессмысленно задействовать государственный ресурс?» — спросил Леонид Черновецкий.
В апреле 2019 года все подозрения в незаконном строительстве вертолетной площадке на Парковой дороге в Киеве с Леонида Черновецкого сняты.

## Семья и личная жизнь
Был женат на юристе смешанного грузинского и армянского происхождения Алине Айвазовой, с которой он познакомился во время учёбы в Харьковском юридическом институте. У Леонида двое взрослых детей — дочь Кристина и сын Степан. От дочери Кристины у Леонида Черновецкого трое внуков (Леонид, Иван и Алина), от сына Степана — один внук, Леонид Черновецкий-младший. Сын Степан, муж Кристины Черновецкой и свояк (муж сестры Алины Айвазовой) являются депутатами Киевсовета от «Блока Леонида Черновецкого». 15 августа 2011 года Алина Айвазова подала на развод.
В феврале 2012 года женился во второй раз на Елене Савчук. 3 января 2014 года у них родился сын Гавриил. 7 июня 2014 года Черновецкий крестил Гавриила в Грузии.
Старший сын Черновецкого Степан известен своим увлечением боксом. По сообщению ряда СМИ, Степан Черновецкий владеет промоутерской компанией «Элит боксинг» и периодически проводит боксёрские турниры.
Черновецкого связывали с церковью «Посольство Божье», возглавляемой иммигрантом из Нигерии Сандеем Аделаджей, однако сам Леонид Черновецкий заявлял, что является прихожанином Украинской православной церкви.
Черновецкий записал два клипа — на песни «Сгорая, плачут свечи» и «Любимая моя»; выпустил альбом с хитами 1980-х годов «От мэра с любовью», в котором записал старые ретро и шансон-хиты.
12 июля 2016 года испанское издание El Mundo сообщило о том, что правоохранители задержали сына Черновецкого Степана в Испании. В рамках расследования деятельности преступной группировки, которая занималась отмыванием денег, всего задержаны 11 человек. Задержанных обвиняют в участии в деятельности преступной организации, отмывании денег, подделке официальных документов, а также налоговых махинациях..

## Награды
- Орден Святого Архистратига Михаила (24 июля 2004) — за заслуги по возрождению духовности на Украине[133]
- Почётное отличие Верховного суда Украины «За верность закону» (5 мая 2006)[134]
- Медаль Ассоциации прокуроров «За сотрудничество в утверждении законности» (26 ноября 2009)[134]
- Орден «За Человечность и Милосердие» Фонда Святой Марии — за благотворительную деятельность, весомый вклад в возрождение духовности и моральных ценностей (23 июня 2006)[134]
- Орден князя Ярослава Мудрого V ст. (19 августа 2008) — за значительный личный вклад в социально-экономическое, культурное развитие Украинского государства, весомые трудовые достижения, в связи с 17-й годовщиной независимости Украины[135]
- Орден «За заслуги» III ст. (23 августа 2005) — за значительный личный вклад в социально-экономическое, научное и культурное развитие Украины, весомые трудовые достижения и активную гражданскую деятельность, в связи с 14-й годовщиной независимости Украины[136]
- Заслуженный юрист Украины (4 октября 1997) — за весомые заслуги в укреплении законности и правопорядка, высокий профессионализм[137]
- Командор ордена Трёх звёзд (Латвия, 19 июня 2008)[138]
- Орден Чести (Грузия, 2007)[139]
- «Серебряная калоша-2009» в номинации «Полумэры или Мэрская история»[140]